# Гарсия Вайя, Хосе Луис
Хосе́ Луи́с Гарси́я Вайя́ (исп. José Luis García Vayá, также известен как Пепелу (исп. Pepelu); род. 11 августа 1998, Дения) — испанский футболист, полузащитник клуба «Валенсия».

## Клубная карьера
Родился в Дении, где присоединился к местному клубу. В 2012 году стал игроком молодёжной команды «Леванте». 24 июня 2014 года, будучи ещё юношей, продлил свой контракт до 2021 года и 7 сентября дебютировал в составе резервной команды, выйдя на замену в домашней игре Терсеры против «Кастельона».
15 декабря 2015 года Пепелу дебютировал в основной команде, заменив Хуанфрана в выездном игре в Кубке Испании против «Эспаньола». В августе 2017 года он был отдан в аренду клубу «Эркулес» на один сезон в Сегунде.
Вернувшись из аренды, Пепелу регулярно выступал за дубль в третьем дивизионе, забив шесть лучших голов в сезоне 2018/19. 26 июля 2019 года он впервые в своей карьере уехал за границу, подписав годовое арендное соглашение с португальским клубом «Тондела». Год спустя он спас клуб от вылета, забив победный пенальти в игре против «Морейренсе» (2:1).
8 сентября 2020 года Пепелу остался в Португалии для дальнейшей кампании после заключения годовой арендной сделки с «Виторией». Вернувшись в «Леванте» в июле 2021 года, он стал основныи игроком команды под руководством тренера Алессио Лиши.
В июне 2022 года Пепелу подписал новый десятилетний контракт с «Леванте» до лета 2032 года.
8 июля 2023 года за 5 миллионов евро Пепелу перешёл в клуб «Валенсия». Игрок подписал пятилетний контракт с пунктом о выкупе в размере €100 млн.

## Клубная статистика
| Клуб              | Сезон      | Лига             | Лига  | Лига | Кубок | Кубок | Кубок лиги | Кубок лиги | Континент | Континент | Другое | Другое | Итог  | Итог |
| Клуб              | Сезон      | Дивизион         | Матчи | Голы | Матчи | Голы  | Матчи      | Голы       | Матчи     | Голы      | Матчи  | Голы   | Матчи | Голы |
| ----------------- | ---------- | ---------------- | ----- | ---- | ----- | ----- | ---------- | ---------- | --------- | --------- | ------ | ------ | ----- | ---- |
| Леванте B         | 2015/16    | Сегунда Б        | 30    | 4    | —     | —     | —          | —          | —         | —         | —      | —      | 30    | 4    |
| Леванте B         | 2016/17    | Сегунда Б        | 29    | 4    | —     | —     | —          | —          | —         | —         | 2      | 0      | 31    | 4    |
| Леванте B         | 2018/19    | Сегунда Б        | 31    | 6    | —     | —     | —          | —          | —         | —         | —      | —      | 31    | 6    |
| Леванте B         | Итог       | Итог             | 90    | 14   | —     | —     | —          | —          | —         | —         | 2      | 0      | 92    | 14   |
| Леванте           | 2015/16    | Ла Лига          | 0     | 0    | 1     | 0     | —          | —          | —         | —         | —      | —      | 1     | 0    |
| Леванте           | 2021/22    | Ла Лига          | 29    | 0    | 1     | 0     | —          | —          | —         | —         | —      | —      | 30    | 0    |
| Леванте           | 2022/23    | Сегунда Дивизион | 43    | 1    | 4     | 0     | —          | —          | —         | —         | —      | —      | 47    | 1    |
| Леванте           | Итог       | Итог             | 72    | 1    | 6     | 0     | —          | —          | —         | —         | —      | —      | 78    | 1    |
| Эркулес (аренда)  | 2017/18    | Сегунда Б        | 30    | 0    | 2     | 0     | —          | —          | —         | —         | —      | —      | 32    | 0    |
| Тондела (аренда)  | 2019/20    | Примейра-лига    | 33    | 2    | 0     | 0     | 1          | 0          | —         | —         | —      | —      | 34    | 2    |
| Vitória SC (loan) | 2020/21    | Примейра-лига    | 30    | 1    | 2     | 0     | 1          | 0          | —         | —         | —      | —      | 33    | 1    |
| Валенсия          | 2023/24    | Ла Лига          | 37    | 7    | 2     | 1     | —          | —          | —         | —         | —      | —      | 39    | 8    |
| Валенсия          | 2024/25    | Ла Лига          | 1     | 0    | 0     | 0     | —          | —          | —         | —         | —      | —      | 1     | 0    |
| Валенсия          | Итог       | Итог             | 38    | 7    | 2     | 1     | —          | —          | —         | —         | —      | —      | 40    | 8    |
| Общий итог        | Общий итог | Общий итог       | 293   | 25   | 12    | 1     | 2          | 0          | —         | —         | 2      | 0      | 309   | 26   |

1. ↑  Включая Кубок Испании и Кубок Португалии
2. ↑  Включая Кубок португальской лиги
3. ↑  Матчи в плей-офф Сегунды Б